# Kernkraftwerk Santa María de Garoña
Das seit Dezember 2012 stillgelegte Kernkraftwerk Santa María de Garoña liegt am Oberlauf des Ebro in der nordspanischen Provinz Burgos in unmittelbarer Nähe zur baskischen Provinz Álava.

## Konstruktion
Das stillgelegte Kraftwerk ist baugleich mit dem durch eine Kernschmelze zerstörten Reaktor I im Kernkraftwerk Fukushima, es ist ein Siedewasserreaktor vom Typ BWR-3 des Herstellers General Electric mit einer Bruttoleistung von 466 MW. Für europäische Anlagen ungewöhnlich war ein fast vollständig passives Wärmeabfuhr-System, ein sogenannter Notkondensator. Sollten alle elektrischen Pumpen zur Abfuhr der Nachzerfallswärme nach der Abschaltung ausfallen, kann das Personal im Reaktorgebäude zwei Ventile von Hand öffnen. Damit strömt Reaktorwasser durch einen Wärmetauscher, der in einem großen, wassergefüllten Behälter liegt. Dieses Wasser übernimmt die Wärme des Reaktorwassers und verdampft in die Umgebung, während das Reaktorwasser gekühlt in den Reaktor zurückströmt.

### Bauliche Maßnahmen zur Unfall-Milderung
Für den Fall einer drohenden Kernschmelze nach einem nicht behebbaren Ausfall von Netz- und Notstrom- sowie zusätzlicher Redundanzen – dem oben erwähnten Notkondensator und einer dampfgetriebenen Pumpe – besaß das Kraftwerk einen sogenannten „Wetwell“ zur Druckentlastung des Sicherheitsbehälters (Dampfablass in ein Wasserbassin). Dabei läuft folgender Vorgang ab: Nach dem Ablassen von Dampf aus dem Reaktordruckbehälter über Druckentlastungsventile (engl. safety relief valve) wird in der Kondensationskammer („Torus“) der Dampf verflüssigt und ein Teil der radioaktiven Substanzen in diesem Wasserreservoir niedergeschlagen. Das verzögert den Druckanstieg im Sicherheitsbehälter und soll ein Bersten verhindern. Wenn das Wasser aufgeheizt ist, kann es nur noch schlecht weitere Dampfmassen aufnehmen. Dann ist ggf. eine Druckentlastung notwendig, d. h. ein Ablassen von Dampf und anderen Gasen in die Umgebung. Dies wird nach der Durchleitung durch die Wassermassen getan, weil insbesondere die schweren Nuklide – weniger die radioaktiven Edelgase – ausgewaschen werden und somit das "Venting" vergleichsweise wenig Kontamination mit sich bringt. Danach werden die Druckentlastungs-Ventile vom Kontrollraum aus manuell geöffnet, es kommt zur raschen Kernabdeckung. Dieses schnelle Vorgehen hat den Vorteil, dass relativ gesehen – durch raschen Wasser-Entzug – weniger Wasserstoff entsteht. Man erhofft sich dadurch, eine Wasserstoffverbrennung im Torus und ein dadurch mögliches Containment-Leck verhindern zu können. Sollte es dennoch dazu kommen, wird davon ausgegangen, dass ein Filtereffekt von radioaktiven Partikeln im Wasser-Teil des Torus entsteht, der zumindest verhindert, dass Strahlendosen in der Umgebung auftreten, die zu schnell tödlichen Gesundheitsschäden führen.

## Geschichte
Der Reaktor wurde am 5. November 1970 zum ersten Mal kritisch und begann den kommerziellen Betrieb im Mai 1971. Die genehmigte Betriebsdauer betrug anfänglich 40 Jahre. 

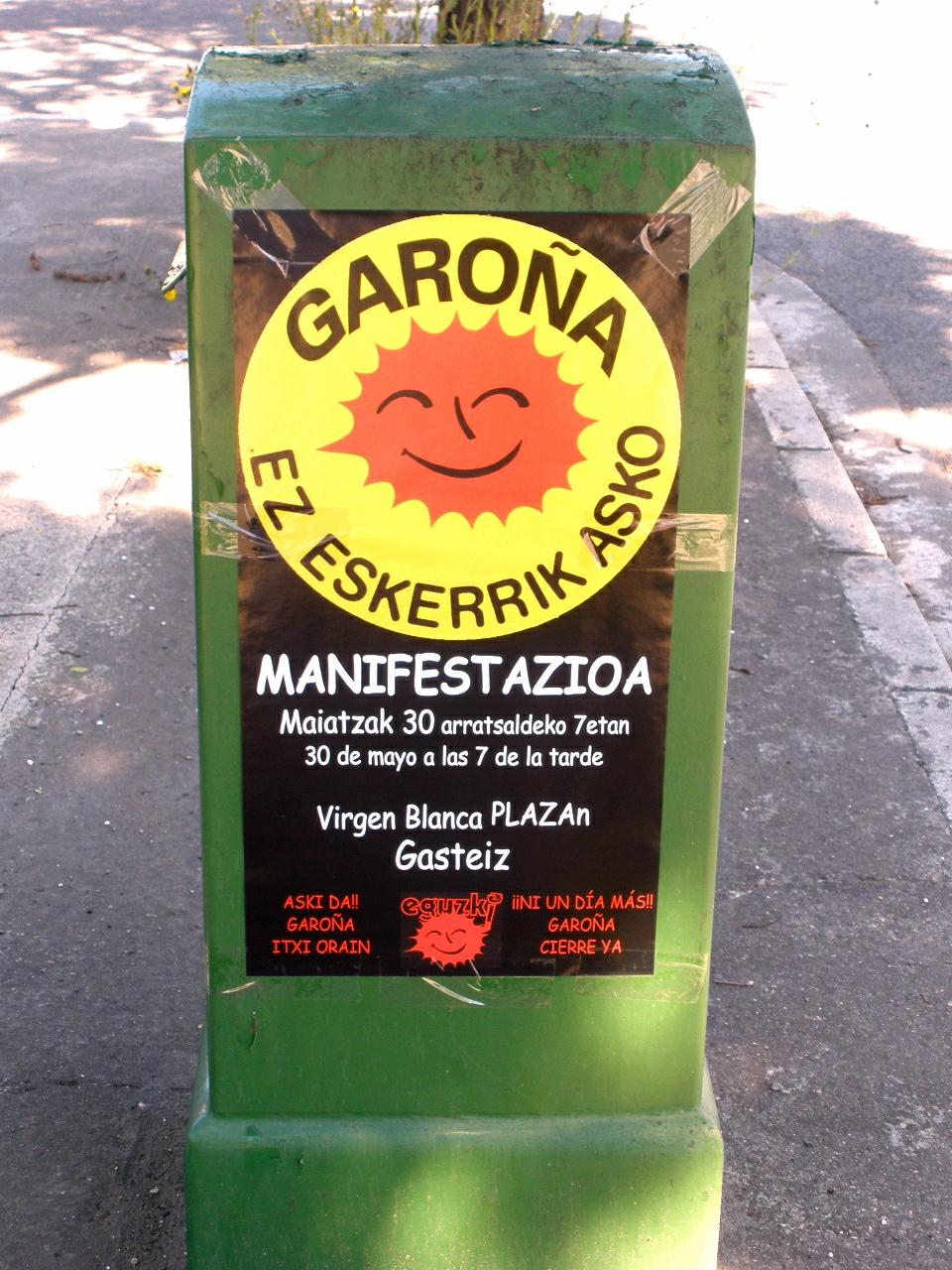
Plakat einer Protestaktion gegen das Kraftwerk (2009)

Die Regierung Zapatero II entschied am 2. Juli 2009, die Betriebserlaubnis des Kernkraftwerks nur um zwei Jahre bis 2013 zu verlängern. Die Aufsichtsbehörde Consejo de Seguridad Nuclear (CSN) hatte der Regierung am 6. Juni 2009 empfohlen, die Betriebsgenehmigung bis 2019 zu verlängern; die Regierung entschied, dieser Empfehlung nicht zu folgen. Stattdessen sollte das Kernkraftwerk am 5. Juli 2013 vom Netz gehen.
Nach dem Regierungswechsel (=> Kabinett Rajoy I) kündigte Ministerpräsident Rajoy im Februar 2012 eine Verlängerung der Laufzeit um fünf Jahre an. Der Betreiber ließ die Frist für die Beantragung der Laufzeitverlängerung ungenutzt verstreichen, so dass es beim Juli 2013 als Termin für die Stilllegung blieb.
Am 16. Dezember 2012 wurde das Kernkraftwerk endgültig abgeschaltet. Nach Angaben des Betreibers war der Weiterbetrieb wegen einer geplanten neuen Energiesteuer ab Januar 2013 nicht mehr wirtschaftlich.
Am 16. Mai 2013 bat der Betreiber Nuclenor die spanische Regierung um eine erneute Frist, um für die Lizenz für den Weiterbetrieb anzusuchen, am 19. Juni 2013 stellte der spanische Energieminister José Manuel Soria vor dem Kongress aber klar, dass dies nicht möglich sei und das Kraftwerk mit Wirkung zum 6. Juli 2013 endgültig stillgelegt werde.
Nachdem der Betreiber die Wiederinbetriebnahme des KKW beantragt hatte und die Atomaufsichtsbehörde CSN sich noch im Februar 2017 für eine Wiederinbetriebnahme unter Auflagen ausgesprochen hatte, entschied das Energieministerium am 1. August 2017, dass der Reaktor nicht wiederangefahren werden darf und erteilte die Stilllegungsbewilligung.

## Daten des Reaktorblocks
Das Kernkraftwerk Santa María de Garoña hat einen Block:
| Reaktorblock          | Reaktortyp                 | Netto- leistung | Brutto- leistung | Baubeginn  | Netzsyn- chronisation | Kommer- zieller Betrieb | Abschal- tung |
| --------------------- | -------------------------- | --------------- | ---------------- | ---------- | --------------------- | ----------------------- | ------------- |
| Santa María de Garoña | Siedewasserreaktor (BWR-3) | 446 MW          | 466 MW           | 02.05.1966 | 02.03.1971            | 11.05.1971              | 16.12.2012    |